# Юляозеро
Юляозеро — озеро на территории Сосновецкого сельского поселения Беломорского района Республики Карелии.

## Общие сведения
Площадь озера — 10 км², площадь водосборного бассейна — 1180 км². Располагается на высоте 99,2 метров над уровнем моря.
Форма озера округлая, неправильной формы. Берега несильно изрезанные, каменисто-песчаные, местами заболоченные.
Через Юляозеро протекает река Охта, впадающая в реку Кемь.
В озере расположено три безымянных острова различной площади.
Код объекта в государственном водном реестре — 02020001011102000006455.